# Prolatiforceps anonymus
Prolatiforceps anonymus là một loài ruồi trong họ Asilidae. Prolatiforceps anonymus được Williston miêu tả năm 1901.